# Ardning

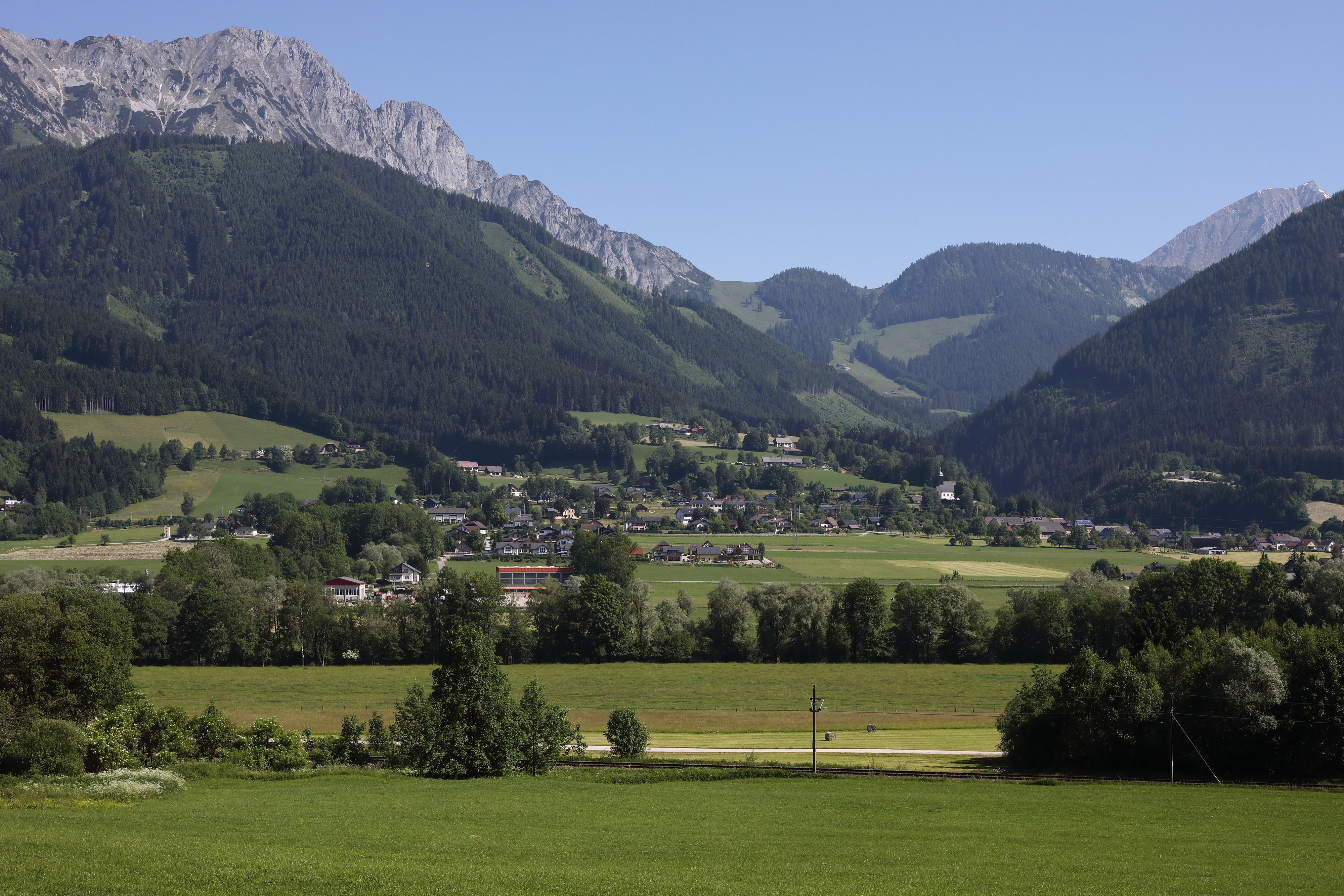
Ardning

Ardning là một đô thị thuộc huyện Liezen bang Steiermark, nước Áo. Đô thị Ardning có diện tích 34,03 km², dân số thời điểm cuối năm 2008 là 1251 người.